# Anton van Orléans (1824-1890)

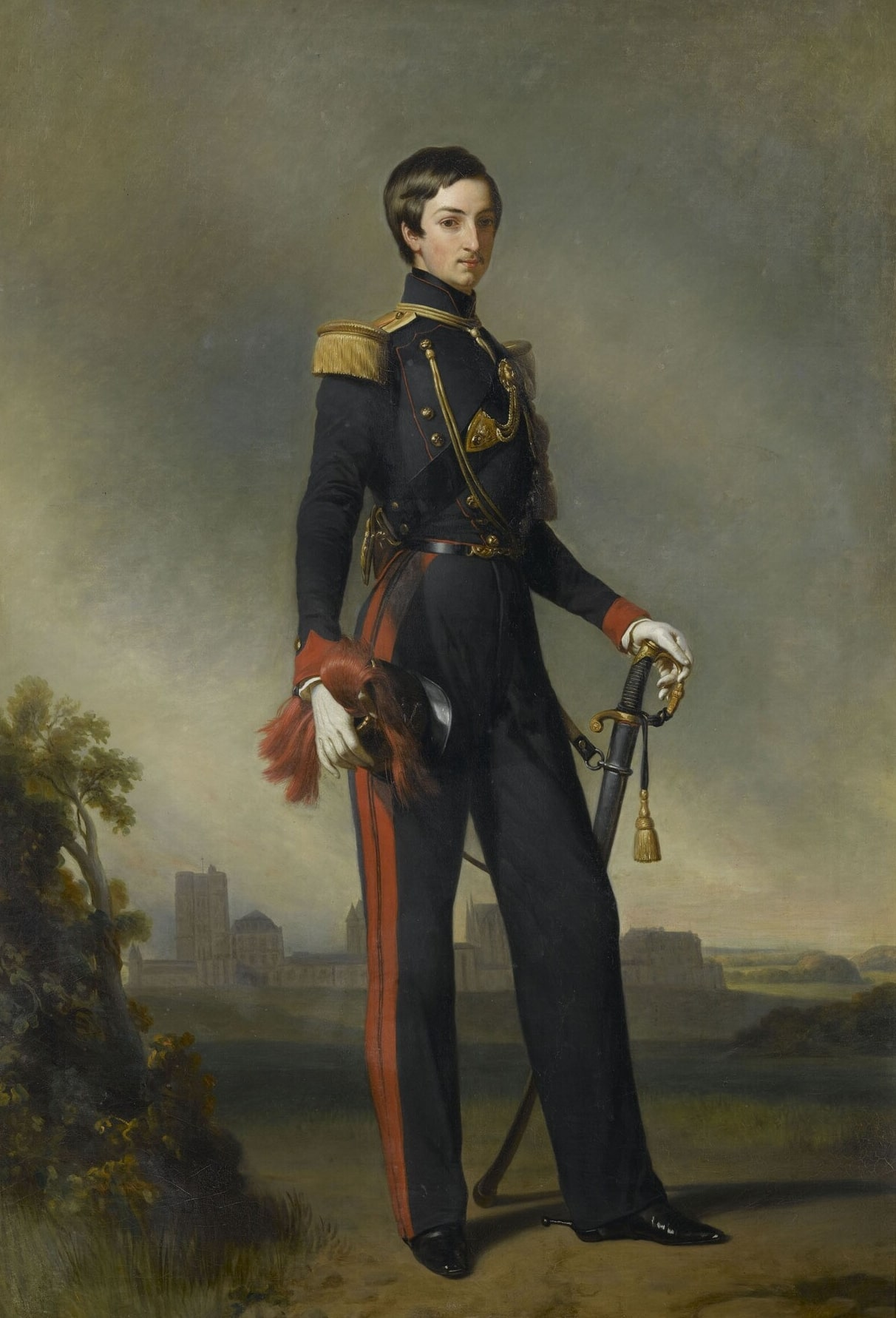
Portret van Anton van Orléans, hertog van Montpensier, door Franz Xaver Winterhalter, 1844.

Anton Maria Filips Lodewijk van Orléans, hertog van Montpensier (Neuilly-sur-Seine, 31 juli 1824 - Sanlúcar de Barrameda, 4 februari 1890) was een Franse prins, officier en na de Spaanse revolutie van 1868 kandidaat voor de Spaanse troon. Hij behoorde tot het huis Bourbon-Orléans.

## Levensloop
Anton van Orléans was de zesde en jongste zoon van koning Lodewijk Filips van Frankrijk uit diens huwelijk met Maria Amalia van Bourbon-Sicilië, dochter van koning Ferdinand I der Beide Siciliën. Na de troonsbestijging van zijn vader in 1830 kreeg hij de titel van hertog van Montpensier.
In 1842 werd hij luitenant in het derde artillerieregiment van het Franse leger en op 17 november 1843 kreeg hij de graad van kapitein in het 7e infanterieregiment, aan het hoofd van het 7e bataljon. In 1844-1845 nam Anton deel aan meerdere veldtochten in Algerije. Hij onderscheidde zich in de Slag bij Biskra, waarna hij op 24 juni 1844 door zijn vader onderscheiden werd met het Legioen van Eer, en werd op 8 augustus 1844 benoemd tot hoofd van het eskadron, op 22 maart 1845 gevolgd door zijn benoeming tot luitenant-kolonel. Hij onderscheidde zich ook nog in de strijd tegen de Kabylen. Na zijn periode in Algerije ondernam hij in 1845 samen met zijn secretaris en vriend Antoine de Latour een reis door het Midden-Oosten, Griekenland, Turkije en Egypte. Op 13 augustus 1846 werd de hertog van Montpensier verheven tot kolonel en op 11 september datzelfde jaar benoemde zijn vader hem tot veldmaarschalk en commandant van de artillerie in Vincennes.
Rond die tijd sloten Frankrijk en Groot-Brittannië een verdrag rond het huwelijk van de twee dochters van koning Ferdinand VII van Spanje. De oudste, koningin Isabella II, werd uitgehuwelijkt aan haar neef Frans van Assisi van Bourbon, terwijl jongste dochter Luisa Fernanda (1832-1897) beloofd werd aan de hertog van Montpensier. Op 10 oktober 1846 traden beide echtparen in het huwelijk.

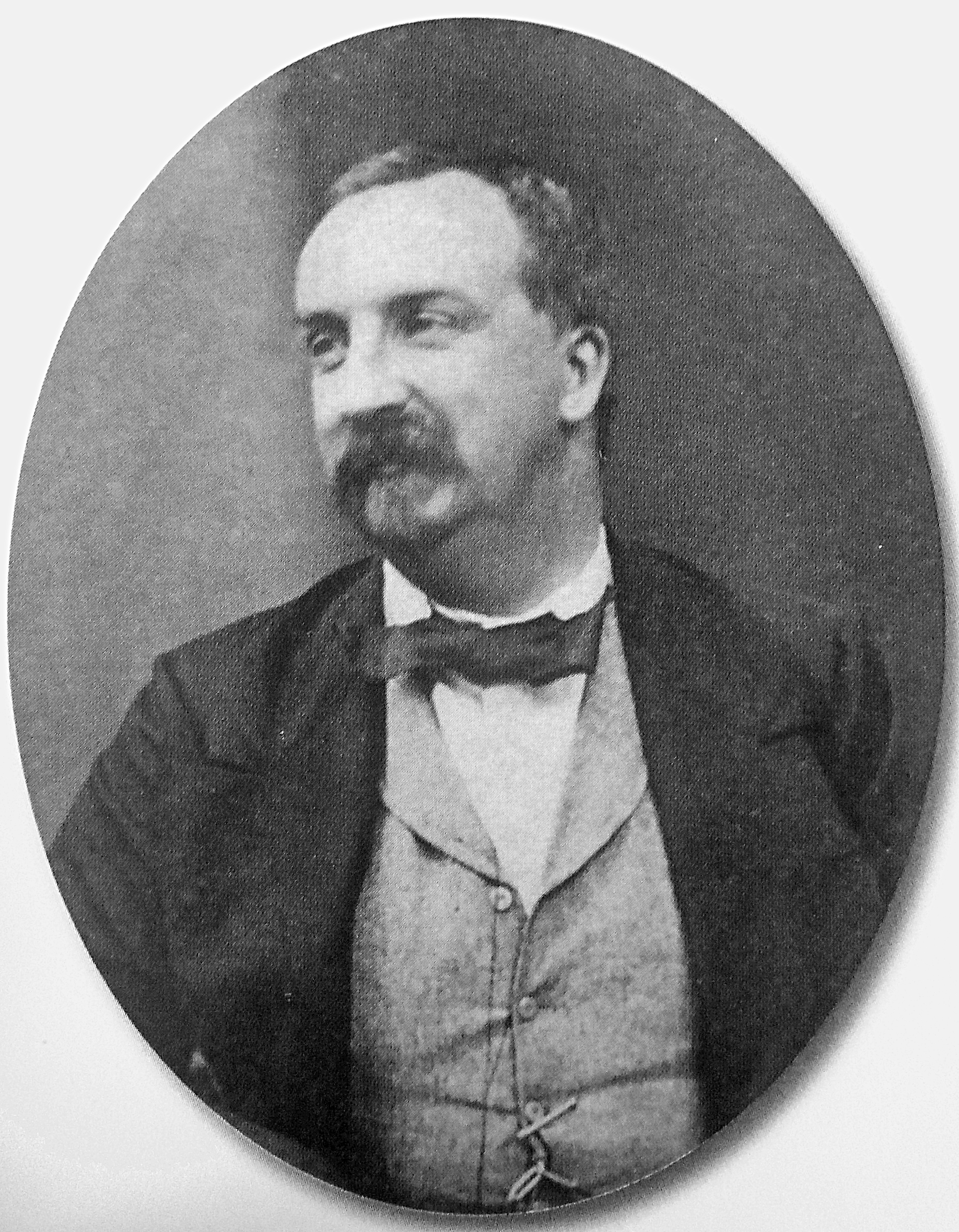
Foto van Anton van Orléans, circa 1860.

Na de Februarirevolutie van 1848 en de abdicatie van koning Lodewijk Filips van Frankrijk volgde Anton zijn ouders naar Groot-Brittannië. Later verhuisde hij met zijn echtgenote naar het Spaanse Sevilla. Op 5 augustus 1858 werd de hertog van Montpensier door koningin Isabella II benoemd tot grootcommandant in de Orde van Calatrava en kapitein-generaal van het Spaanse leger. Op 10 oktober 1859 volgde zijn promotie tot infant van Spanje.
Begin juli 1868 ontdekte de Spaanse regering een samenzwering van voornamelijk hogere officieren, waarbij koningin Isabella II afgezet zou worden en de hertog van Montpensier op de Spaanse troon zou worden geplaatst. Vervolgens werd hij gedwongen om al zijn Spaanse titels op te geven en moest hij in ballingschap gaan naar Lissabon. Toen Isabella in september dat jaar na de Spaanse revolutie van 1868 effectief werd afgezet, keerde Anton terug naar Sevilla.
Vervolgens koesterde Anton de hoop om de nieuwe koning van Spanje te worden. Zijn kansen waren echter gering, gezien zijn impopulariteit bij de bevolking. De eerzuchtige hertog verspeelde zijn kansen helemaal toen hij op 12 maart 1870 in duel ging met Hendrik van Bourbon, de hertog van Sevilla en lid van de Spaanse koninklijke familie, die een beledigend pamflet tegen hem had gepubliceerd. Bij het duel schoot Anton Hendrik van Bourbon dood, waarna hij op 13 april 1870 door de oorlogsraad veroordeeld werd tot een maand celstraf en een boete van 30.000 francs. Hij maakte dan ook geen enkele kans toen de Cortes in september 1870 een nieuwe koning koos en behaalde amper 27 stemmen. De winnaar was prins Amadeus van Savoye, die vervolgens onder de naam Amadeus I koning van Spanje werd. Anton weigerde de nieuwe koning trouw te zweren en werd als gevolg verbannen naar het militair fort op Minorca. Kort nadien verloor hij ook al zijn militaire graden en werd hij uitgesloten uit het leger. In 1871 verhuisde hij naar Frankrijk, waar hij zich verzoende met de in ballingschap gestuurde koningin Isabella II.
In 1873 abdiceerde koning Amadeus I van Spanje en werd de Eerste Spaanse Republiek uitgeroepen. De republiek was geen succes en reeds in 1874 werd de monarchie hersteld, met Isabella's zoon Alfons XII als nieuwe koning. Een jaar later, in 1875, verleende Alfons XII Anton het recht om terug te keren naar Spanje, waar hij tot aan zijn dood zou blijven. In 1878 werd de Spaanse koning zijn schoonzoon, toen hij huwde met Antons dochter Maria de las Mercedes. Op 9 december 1888 werd hij door koning Umberto I van Italië nog benoemd tot hertog van Galliera.
Op 4 februari 1890 stierf de hertog van Montpensier op 65-jarige leeftijd aan een beroerte. Hij werd bijgezet in het klooster van Escorial.
Anton van Orléans was een van de eerste serieuze verzamelaars van fotografie. Zijn collectie met tientallen albums en honderden foto's van met name Spaanse, Franse en Britse fotografen, raakte na zijn dood verspreid.

## Nakomelingen
Anton van Orléans en zijn echtgenote Luisa Fernanda kregen tien kinderen:
- Maria Isabella (1848-1919), huwde in 1864 met haar neef Lodewijk Filips van Orléans, graaf van Parijs
- Maria Amalia (1851-1870)
- Maria Christina (1852-1879)
- Maria de la Regla (1856-1861)
- een doodgeboren kind (1857)
- Ferdinand (1859-1873)
- Maria de las Mercedes (1860-1878), huwde in 1878 met koning Alfons XII van Spanje
- Filips Raymond Maria (1862-1864)
- Anton Maria (1866-1930), hertog van Galliera
- Lodewijk Maria Filips Anton (1867-1874)

## Kwartierstaat
| Lodewijk Filips I van Orléans (1725-1785) | Lodewijk Filips I van Orléans (1725-1785) | Lodewijk Filips I van Orléans (1725-1785) | Lodewijk Filips I van Orléans (1725-1785) | Lodewijk Filips I van Orléans (1725-1785)  | Lodewijk Filips I van Orléans (1725-1785)  | Louise Henriëtte van Bourbon (1726-1759)   | Louise Henriëtte van Bourbon (1726-1759)   | Louise Henriëtte van Bourbon (1726-1759)   | Louise Henriëtte van Bourbon (1726-1759)   | Louise Henriëtte van Bourbon (1726-1759)    | Louise Henriëtte van Bourbon (1726-1759)    |                                             |                                             | Lodewijk Jan Maria van Bourbon (1725-1793)  | Lodewijk Jan Maria van Bourbon (1725-1793)  | Lodewijk Jan Maria van Bourbon (1725-1793)    | Lodewijk Jan Maria van Bourbon (1725-1793)    | Lodewijk Jan Maria van Bourbon (1725-1793)    | Lodewijk Jan Maria van Bourbon (1725-1793)    | Maria Theresia Félicia van Modena (1726-1754) | Maria Theresia Félicia van Modena (1726-1754) | Maria Theresia Félicia van Modena (1726-1754) | Maria Theresia Félicia van Modena (1726-1754) | Maria Theresia Félicia van Modena (1726-1754) | Maria Theresia Félicia van Modena (1726-1754) |                                  |                                  | Karel III van Spanje (1716-1788) | Karel III van Spanje (1716-1788) | Karel III van Spanje (1716-1788) | Karel III van Spanje (1716-1788) | Karel III van Spanje (1716-1788)           | Karel III van Spanje (1716-1788)           | Maria Amalia van Saksen (1724-1760)        | Maria Amalia van Saksen (1724-1760)        | Maria Amalia van Saksen (1724-1760)        | Maria Amalia van Saksen (1724-1760)        | Maria Amalia van Saksen (1724-1760)          | Maria Amalia van Saksen (1724-1760)          |                                              |                                              | Frans I Stefan van Lotharingen (1708–1765)   | Frans I Stefan van Lotharingen (1708–1765)   | Frans I Stefan van Lotharingen (1708–1765) | Frans I Stefan van Lotharingen (1708–1765) | Frans I Stefan van Lotharingen (1708–1765) | Frans I Stefan van Lotharingen (1708–1765) | Maria Theresia van Oostenrijk (1717-1780) | Maria Theresia van Oostenrijk (1717-1780) | Maria Theresia van Oostenrijk (1717-1780) | Maria Theresia van Oostenrijk (1717-1780) | Maria Theresia van Oostenrijk (1717-1780) | Maria Theresia van Oostenrijk (1717-1780) |  |  |  |  |  |  |  |  |  |  |  |  |  |  |  |  |  |  |  |  |  |  |  |  |  |  |  |  |  |  |  |  |  |  |  |  |  |  |  |  |  |  |  |  |  |  |  |  |
| Lodewijk Filips I van Orléans (1725-1785) | Lodewijk Filips I van Orléans (1725-1785) | Lodewijk Filips I van Orléans (1725-1785) | Lodewijk Filips I van Orléans (1725-1785) | Lodewijk Filips I van Orléans (1725-1785)  | Lodewijk Filips I van Orléans (1725-1785)  | Louise Henriëtte van Bourbon (1726-1759)   | Louise Henriëtte van Bourbon (1726-1759)   | Louise Henriëtte van Bourbon (1726-1759)   | Louise Henriëtte van Bourbon (1726-1759)   | Louise Henriëtte van Bourbon (1726-1759)    | Louise Henriëtte van Bourbon (1726-1759)    |                                             |                                             | Lodewijk Jan Maria van Bourbon (1725-1793)  | Lodewijk Jan Maria van Bourbon (1725-1793)  | Lodewijk Jan Maria van Bourbon (1725-1793)    | Lodewijk Jan Maria van Bourbon (1725-1793)    | Lodewijk Jan Maria van Bourbon (1725-1793)    | Lodewijk Jan Maria van Bourbon (1725-1793)    | Maria Theresia Félicia van Modena (1726-1754) | Maria Theresia Félicia van Modena (1726-1754) | Maria Theresia Félicia van Modena (1726-1754) | Maria Theresia Félicia van Modena (1726-1754) | Maria Theresia Félicia van Modena (1726-1754) | Maria Theresia Félicia van Modena (1726-1754) |                                  |                                  | Karel III van Spanje (1716-1788) | Karel III van Spanje (1716-1788) | Karel III van Spanje (1716-1788) | Karel III van Spanje (1716-1788) | Karel III van Spanje (1716-1788)           | Karel III van Spanje (1716-1788)           | Maria Amalia van Saksen (1724-1760)        | Maria Amalia van Saksen (1724-1760)        | Maria Amalia van Saksen (1724-1760)        | Maria Amalia van Saksen (1724-1760)        | Maria Amalia van Saksen (1724-1760)          | Maria Amalia van Saksen (1724-1760)          |                                              |                                              | Frans I Stefan van Lotharingen (1708–1765)   | Frans I Stefan van Lotharingen (1708–1765)   | Frans I Stefan van Lotharingen (1708–1765) | Frans I Stefan van Lotharingen (1708–1765) | Frans I Stefan van Lotharingen (1708–1765) | Frans I Stefan van Lotharingen (1708–1765) | Maria Theresia van Oostenrijk (1717-1780) | Maria Theresia van Oostenrijk (1717-1780) | Maria Theresia van Oostenrijk (1717-1780) | Maria Theresia van Oostenrijk (1717-1780) | Maria Theresia van Oostenrijk (1717-1780) | Maria Theresia van Oostenrijk (1717-1780) |  |  |  |  |  |  |  |  |  |  |  |  |  |  |  |  |  |  |  |  |  |  |  |  |  |  |  |  |  |  |  |  |  |  |  |  |  |  |  |  |  |  |  |  |  |  |  |  |
|                                           |                                           |                                           |                                           |                                            |                                            |                                            |                                            |                                            |                                            |                                             |                                             |                                             |                                             |                                             |                                             |                                               |                                               |                                               |                                               |                                               |                                               |                                               |                                               |                                               |                                               |                                  |                                  |                                  |                                  |                                  |                                  |                                            |                                            |                                            |                                            |                                            |                                            |                                              |                                              |                                              |                                              |                                              |                                              |                                            |                                            |                                            |                                            |                                           |                                           |                                           |                                           |                                           |                                           |  |  |  |  |  |  |  |  |  |  |  |  |  |  |  |  |  |  |  |  |  |  |  |  |  |  |  |  |  |  |  |  |  |  |  |  |  |  |  |  |  |  |  |  |  |  |  |  |
|                                           |                                           |                                           |                                           | Lodewijk Filips II van Orléans (1747-1793) | Lodewijk Filips II van Orléans (1747-1793) | Lodewijk Filips II van Orléans (1747-1793) | Lodewijk Filips II van Orléans (1747-1793) | Lodewijk Filips II van Orléans (1747-1793) | Lodewijk Filips II van Orléans (1747-1793) |                                             |                                             |                                             |                                             |                                             |                                             | Louise Marie Adélaïde van Bourbon (1753−1821) | Louise Marie Adélaïde van Bourbon (1753−1821) | Louise Marie Adélaïde van Bourbon (1753−1821) | Louise Marie Adélaïde van Bourbon (1753−1821) | Louise Marie Adélaïde van Bourbon (1753−1821) | Louise Marie Adélaïde van Bourbon (1753−1821) |                                               |                                               |                                               |                                               |                                  |                                  |                                  |                                  |                                  |                                  | Ferdinand I der Beide Siciliën (1751-1825) | Ferdinand I der Beide Siciliën (1751-1825) | Ferdinand I der Beide Siciliën (1751-1825) | Ferdinand I der Beide Siciliën (1751-1825) | Ferdinand I der Beide Siciliën (1751-1825) | Ferdinand I der Beide Siciliën (1751-1825) |                                              |                                              |                                              |                                              |                                              |                                              | Maria Carolina van Oostenrijk (1752-1814)  | Maria Carolina van Oostenrijk (1752-1814)  | Maria Carolina van Oostenrijk (1752-1814)  | Maria Carolina van Oostenrijk (1752-1814)  | Maria Carolina van Oostenrijk (1752-1814) | Maria Carolina van Oostenrijk (1752-1814) |                                           |                                           |                                           |                                           |  |  |  |  |  |  |  |  |  |  |  |  |  |  |  |  |  |  |  |  |  |  |  |  |  |  |  |  |  |  |  |  |  |  |  |  |  |  |  |  |  |  |  |  |  |  |  |  |
|                                           |                                           |                                           |                                           | Lodewijk Filips II van Orléans (1747-1793) | Lodewijk Filips II van Orléans (1747-1793) | Lodewijk Filips II van Orléans (1747-1793) | Lodewijk Filips II van Orléans (1747-1793) | Lodewijk Filips II van Orléans (1747-1793) | Lodewijk Filips II van Orléans (1747-1793) |                                             |                                             |                                             |                                             |                                             |                                             | Louise Marie Adélaïde van Bourbon (1753−1821) | Louise Marie Adélaïde van Bourbon (1753−1821) | Louise Marie Adélaïde van Bourbon (1753−1821) | Louise Marie Adélaïde van Bourbon (1753−1821) | Louise Marie Adélaïde van Bourbon (1753−1821) | Louise Marie Adélaïde van Bourbon (1753−1821) |                                               |                                               |                                               |                                               |                                  |                                  |                                  |                                  |                                  |                                  | Ferdinand I der Beide Siciliën (1751-1825) | Ferdinand I der Beide Siciliën (1751-1825) | Ferdinand I der Beide Siciliën (1751-1825) | Ferdinand I der Beide Siciliën (1751-1825) | Ferdinand I der Beide Siciliën (1751-1825) | Ferdinand I der Beide Siciliën (1751-1825) |                                              |                                              |                                              |                                              |                                              |                                              | Maria Carolina van Oostenrijk (1752-1814)  | Maria Carolina van Oostenrijk (1752-1814)  | Maria Carolina van Oostenrijk (1752-1814)  | Maria Carolina van Oostenrijk (1752-1814)  | Maria Carolina van Oostenrijk (1752-1814) | Maria Carolina van Oostenrijk (1752-1814) |                                           |                                           |                                           |                                           |  |  |  |  |  |  |  |  |  |  |  |  |  |  |  |  |  |  |  |  |  |  |  |  |  |  |  |  |  |  |  |  |  |  |  |  |  |  |  |  |  |  |  |  |  |  |  |  |
|                                           |                                           |                                           |                                           |                                            |                                            |                                            |                                            |                                            |                                            | Lodewijk Filips I van Frankrijk (1773-1850) | Lodewijk Filips I van Frankrijk (1773-1850) | Lodewijk Filips I van Frankrijk (1773-1850) | Lodewijk Filips I van Frankrijk (1773-1850) | Lodewijk Filips I van Frankrijk (1773-1850) | Lodewijk Filips I van Frankrijk (1773-1850) |                                               |                                               |                                               |                                               |                                               |                                               |                                               |                                               |                                               |                                               |                                  |                                  |                                  |                                  |                                  |                                  |                                            |                                            |                                            |                                            |                                            |                                            | Marie Amélie van Bourbon-Sicilië (1782-1866) | Marie Amélie van Bourbon-Sicilië (1782-1866) | Marie Amélie van Bourbon-Sicilië (1782-1866) | Marie Amélie van Bourbon-Sicilië (1782-1866) | Marie Amélie van Bourbon-Sicilië (1782-1866) | Marie Amélie van Bourbon-Sicilië (1782-1866) |                                            |                                            |                                            |                                            |                                           |                                           |                                           |                                           |                                           |                                           |  |  |  |  |  |  |  |  |  |  |  |  |  |  |  |  |  |  |  |  |  |  |  |  |  |  |  |  |  |  |  |  |  |  |  |  |  |  |  |  |  |  |  |  |  |  |  |  |
|                                           |                                           |                                           |                                           |                                            |                                            |                                            |                                            |                                            |                                            | Lodewijk Filips I van Frankrijk (1773-1850) | Lodewijk Filips I van Frankrijk (1773-1850) | Lodewijk Filips I van Frankrijk (1773-1850) | Lodewijk Filips I van Frankrijk (1773-1850) | Lodewijk Filips I van Frankrijk (1773-1850) | Lodewijk Filips I van Frankrijk (1773-1850) |                                               |                                               |                                               |                                               |                                               |                                               |                                               |                                               |                                               |                                               |                                  |                                  |                                  |                                  |                                  |                                  |                                            |                                            |                                            |                                            |                                            |                                            | Marie Amélie van Bourbon-Sicilië (1782-1866) | Marie Amélie van Bourbon-Sicilië (1782-1866) | Marie Amélie van Bourbon-Sicilië (1782-1866) | Marie Amélie van Bourbon-Sicilië (1782-1866) | Marie Amélie van Bourbon-Sicilië (1782-1866) | Marie Amélie van Bourbon-Sicilië (1782-1866) |                                            |                                            |                                            |                                            |                                           |                                           |                                           |                                           |                                           |                                           |  |  |  |  |  |  |  |  |  |  |  |  |  |  |  |  |  |  |  |  |  |  |  |  |  |  |  |  |  |  |  |  |  |  |  |  |  |  |  |  |  |  |  |  |  |  |  |  |
|                                           |                                           |                                           |                                           |                                            |                                            |                                            |                                            |                                            |                                            |                                             |                                             |                                             |                                             |                                             |                                             |                                               |                                               |                                               |                                               |                                               |                                               |                                               |                                               |                                               |                                               |                                  |                                  |                                  |                                  |                                  |                                  |                                            |                                            |                                            |                                            |                                            |                                            |                                              |                                              |                                              |                                              |                                              |                                              |                                            |                                            |                                            |                                            |                                           |                                           |                                           |                                           |                                           |                                           |  |  |  |  |  |  |  |  |  |  |  |  |  |  |  |  |  |  |  |  |  |  |  |  |  |  |  |  |  |  |  |  |  |  |  |  |  |  |  |  |  |  |  |  |  |  |  |  |
|                                           |                                           |                                           |                                           |                                            |                                            |                                            |                                            |                                            |                                            |                                             |                                             |                                             |                                             |                                             |                                             |                                               |                                               |                                               |                                               |                                               |                                               |                                               |                                               |                                               |                                               |                                  |                                  |                                  |                                  |                                  |                                  |                                            |                                            |                                            |                                            |                                            |                                            |                                              |                                              |                                              |                                              |                                              |                                              |                                            |                                            |                                            |                                            |                                           |                                           |                                           |                                           |                                           |                                           |  |  |  |  |  |  |  |  |  |  |  |  |  |  |  |  |  |  |  |  |  |  |  |  |  |  |  |  |  |  |  |  |  |  |  |  |  |  |  |  |  |  |  |  |  |  |  |  |
| Ferdinand Filips van Orléans (1810-1842)  | Ferdinand Filips van Orléans (1810-1842)  | Ferdinand Filips van Orléans (1810-1842)  | Ferdinand Filips van Orléans (1810-1842)  | Ferdinand Filips van Orléans (1810-1842)   | Ferdinand Filips van Orléans (1810-1842)   |                                            |                                            | Louise Marie van Orléans (1812-1850)       | Louise Marie van Orléans (1812-1850)       | Louise Marie van Orléans (1812-1850)        | Louise Marie van Orléans (1812-1850)        | Louise Marie van Orléans (1812-1850)        | Louise Marie van Orléans (1812-1850)        |                                             |                                             | Maria van Orléans (1813-1839)                 | Maria van Orléans (1813-1839)                 | Maria van Orléans (1813-1839)                 | Maria van Orléans (1813-1839)                 | Maria van Orléans (1813-1839)                 | Maria van Orléans (1813-1839)                 |                                               |                                               | Lodewijk van Orléans (1814-1896)              | Lodewijk van Orléans (1814-1896)              | Lodewijk van Orléans (1814-1896) | Lodewijk van Orléans (1814-1896) | Lodewijk van Orléans (1814-1896) | Lodewijk van Orléans (1814-1896) |                                  |                                  | Clementine van Orléans (1817-1907)         | Clementine van Orléans (1817-1907)         | Clementine van Orléans (1817-1907)         | Clementine van Orléans (1817-1907)         | Clementine van Orléans (1817-1907)         | Clementine van Orléans (1817-1907)         |                                              |                                              | Anton van Orléans (1824-1890)                | Anton van Orléans (1824-1890)                | Anton van Orléans (1824-1890)                | Anton van Orléans (1824-1890)                | Anton van Orléans (1824-1890)              | Anton van Orléans (1824-1890)              |                                            |                                            | ... + 3 broers en 1 zuster                | ... + 3 broers en 1 zuster                | ... + 3 broers en 1 zuster                | ... + 3 broers en 1 zuster                | ... + 3 broers en 1 zuster                | ... + 3 broers en 1 zuster                |  |  |  |  |  |  |  |  |  |  |  |  |  |  |  |  |  |  |  |  |  |  |  |  |  |  |  |  |  |  |  |  |  |  |  |  |  |  |  |  |  |  |  |  |  |  |  |  |